# Marie Luv
Marie Luv (născută Quiana Marie Bryant pe 1 noiembrie 1981 în Hacienda Heights, California) este o actriță porno americană. Ea este cunoscută sub nume diferite ca Marie Love, Kianna, Destiny, Destiny Big și Marcie Luv.

## Premii și nominalizări
| An   | Premiu        | Rezultat     | Nominalizare                    | Film                               |
| ---- | ------------- | ------------ | ------------------------------- | ---------------------------------- |
| 2007 | AVN Award     | Câștigat     | Best Group Sex Scene            | Fashionistas Safado: The Challenge |
| 2007 | AVN Award     | Nominalizare | Best Three-Way Sex Scene        | Neo Pornographia 4 (2005)          |
| 2008 | Urban X Award | Câștigat     | Best Anal Performer             | n.f.t.                             |
| 2008 | FAME Award    | Nominalizare | Most Underrated Star            | n.f.t.                             |
| 2008 | AVN Award     | Nominalizare | Best Solo Sex Scene             | Freakaholics (2007)                |
| 2008 | AVN Award     | Nominalizare | Best Tease Performance          | Anal Asspirations 5 (2006)         |
| 2009 | AVN Award     | Nominalizare | Female Performer of the Year    | n.f.t.                             |
| 2009 | AVN Award     | Nominalizare | Best Supporting Actress         | Bad News Betties                   |
| 2009 | AVN Award     | Nominalizare | Best Anal Sex Scene             | Black Ass Addiction 3              |
| 2009 | AVN Award     | Nominalizare | Best All-Girl Couples Sex Scene | By Appointment Only 6              |
| 2010 | XRCO Award    | Câștigat     | Unsung Siren                    | n.f.t.                             |

## Filmografie
- Barely Legal 8 (2000)
- Freaks Whoes And Flows 24 (2000)
- Inner City Black Cheerleader Search 40 (2000)
- 18 and Nasty 21 (2001)
- H.T.'s Black Street Hookers 38 (2001)
- Hot Girlz 1 (2001)
- Inner City Black Cheerleader Search 42 (2001)
- Anal Cum Addicts (2004)
- Anal Expedition 5 (2004)
- Bad Ass Bitches 2 (2004)
- Barely 18 11 (2004)
- Best Butt in the West 7 (2004)
- Black and Nasty 3 (2004)
- Black Bad Girls 19 (2004)
- Black on Black 7 (2004)
- Black on Black Crime 5 (2004)
- Black Reign 4 (2004)
- Booty Central 6 (2004)
- Booty Talk 48 (2004)
- Booty Talk 52 (2004)
- Cameltoe Perversions 2 (2004)
- College Invasion 6 (2004)
- Cum Swappers 1 (2004)
- Dripping Wet Sex 9 (2004)
- Dual Invasion 1 (2004)
- Dymes 3 (2004)
- Exotics (2004)
- Fine Ass Babes 2 (2004)
- Fitness Sluts 1 (2004)
- Gangland White Boy Stomp 15 (2004)
- Ghetto Booty 13 (2004)
- Ghetto Girl POV 2 (2004)
- Gobble the Goop 1 (2004)
- H.T.'s Black Street Hookers Cream Pies 2 (2004)
- Hip Hop Debutantes 2 (2004)
- Hood Hoppin' 1 (2004)
- Inner City Black Cheerleader Search 64 (2004)
- Innocence Wild Child (2004)
- Interracial Lust 3 (2004)
- Interracial Sex Shooter 6 (2004)
- Jack's Playground 17 (2004)
- Jack's Playground 26  (2004)
- Jelly 4 (2004)
- Lil Fly Honeys 2 (2004)
- Manuel Ferrara's POV 1 (2004)
- More Dirty Debutantes 295 (2004)
- Most Blazin' And Amazin' Beautifulest Black Bitches 6 (2004)
- New Nymphos 2 (2004)
- Peter North's POV 1 (2004)
- Pros 1 (2004)
- Scandal (2004)
- Sole Sistas 4 (2004)
- Straight To The Sphincter 2 (2004)
- Street Tails 1 (2004)
- Sugarwalls 41 (2004)
- Tales From The Script 3 (2004)
- Teen Tryouts Audition 36 (2004)
- 1 Dick 2 Chicks 4 (2005)
- After Party (2005)
- Anal Addicts 18 (2005)
- Anal Cum Swappers 2 (2005)
- Anal Fiction (2005)
- Anal Incorporated (2005)
- Analicious 2 (2005)
- Ass Factor 2 (2005)
- Ass Fucked 2 (2005)
- Assault That Ass 6 (2005)
- Assfixiation 1 (2005)
- Assiliciously Delicious 9 (2005)
- Beef Eaters 2 (2005)
- Bet Your Ass 3 (2005)
- Big Black Wet Asses 2 (2005)
- Big Black Wet Asses 3 (2005)
- Black and Famous 1 (2005)
- Black and Famous 2 (2005)
- Black Ass Candy 8 (2005)
- Black Chicks White Dicks (2005)
- Black Cravings (2005)
- Black Market (2005)
- Black Out 1 (2005)
- Black Trash (2005)
- Booty Broz 2 (2005)
- Bootylicious 45: Lose A Ho', Gain A Ho' (2005)
- Bridgette Kerkove's Anal Angels 2 (2005)
- Bubblin Brown Suga (2005)
- Bump N Grind 1 (2005)
- Butt Gallery 4 (2005)
- Cheek Splitters 1 (2005)
- Chocolate Honeys 5 (2005)
- College Invasion 7 (2005)
- Cream Filled Chocolate Holes 1 (2005)
- Cum Beggars 2 (2005)
- Cum Guzzlers 3 (2005)
- Cumstains 6 (2005)
- Cunt Gushers 2 (2005)
- Devon: Decadence (2005)
- Dominators 1 (2005)
- Double Dip 'er 4 (2005)
- Down and Dirty 1 (2005)
- Dream Teens 3 (2005)
- Elastic Assholes 3 (2005)
- Ethnic City (2005)
- Euro Domination 4 (2005)
- Exotically Erotic (2005)
- Feeling Black 5 (2005)
- Fuck Me Harder White Boy 2 (2005)
- Full Anal Access 5 (2005)
- Fully Loaded 2 (2005)
- Garbage Pail Girls 1 (2005)
- Girl Play (2005)
- Grand Theft Anal 7 (2005)
- Gutter Mouths 31 (2005)
- Harder They Cum 4 (2005)
- Hit Dat Shit 3 (2005)
- Hole Collector 2 (2005)
- In Da Booty 1 (2005)
- Innocence Ass Candy (2005)
- Intimate Secrets 7 (2005)
- Jack's Teen America 7 (2005)
- Lewd Conduct 23 (2005)
- Liquid Gold 11 (2005)
- Lusty Legs 4 (2005)
- Many Shades of Mayhem 1 (2005)
- Mayhem Explosions 3 (2005)
- My Baby Got Back 37 (2005)
- Navy Girls Love Semen (2005)
- Neo Pornographia 4 (2005)
- No Cum Dodging Allowed 5 (2005)
- Only in America (2005)
- Please Drill My Ass POV Style 2 (2005)
- Rectal Rooter 10 (2005)
- Salvation (2005)
- Semen Sippers 4 (2005)
- Shameless (2005)
- She Swallows (2005)
- Size Queens 2 (2005)
- Soloerotica 8 (2005)
- Spunk'd 2 (2005)
- Stuck In The Deep End  (2005)
- Sugarwalls Back At It (2005)
- Toe 2 Toe (2005)
- Top Porn Stars (2005)
- Toy Boxes 1 (2005)
- Triple Threat 2: All Revved Up (2005)
- Way of the Dragon (2005)
- White Guy Black Pie 1 (2005)
- Who's The Bitch Now 1 (2005)
- Women of Color 9 (2005)
- Women On Top Of Men 2 (2005)
- Young and Nasty 1 (2005)
- Young and the Thirsty 2 (2005)
- 13 Cum Hungry Cocksuckers 4 (2006)
- Anal Asspirations 5 (2006)
- Anal Expedition 10 (2006)
- Anal Fuck Dolls (2006)
- Anal Romance 3 (2006)
- Analicious 3 (2006)
- Anally Yours... Love, Jenna Haze (2006)
- Aperture (2006)
- Ass Pumpers 2 (2006)
- Ass Wish 1 (2006)
- Atomic Vixens (2006)
- Big Mouthfuls 10 (2006)
- Black Anal Nurses (2006)
- Black Cherry 1 (2006)
- Black Chicks White Dicks (2006)
- Black Crack Attack (2006)
- Black Da Fuck Up (2006)
- Black Magic Bitches (2006)
- Blackout 1 (2006)
- Blow Me Sandwich 9 (2006)
- Blow Pop 3 (2006)
- Bounce 1 (2006)
- Burning Lust (2006)
- Butt Blast (2006)
- Catalyst (2006)
- Chemistry 1 (2006)
- Darker Side of Sin 3 (2006)
- Deep Black Ass 1 (2006)
- Deeper 4 (2006)
- Dippin' Chocolate 4 (2006)
- DP Me Baby 2 (2006)
- Evilution 1 (2006)
- Facial Frenzy 2 (2006)
- Fashionistas Safado: The Challenge (2006)
- Filth And Fury 2 (2006)
- Flavor of the Month (2006)
- Freak Nasty 3 (2006)
- Fuck It Like It's Hot 1 (2006)
- Ghetto Bootylicious (2006)
- Girl Pirates 1 (2006)
- Hand to Mouth 3 (2006)
- Hellfire Sex 6 (2006)
- Her First DP 3 (2006)
- Her First White Dick (2006)
- Hook-ups 11 (2006)
- I Wanna Get Face Fucked 3 (2006)
- I'm a Tease 1 (2006)
- In the End Zone (2006)
- Interracial Nut Bustin Orgies (2006)
- Island Fever 4 (2006)
- Jungle Fever (2006)
- L.A. Vice (2006)
- Le Kink (2006)
- Lip Lock My Cock 1 (2006)
- Liquid Diet 1 (2006)
- Love Between The Cheeks (2006)
- Meat Puppets (2006)
- Medical Malpractice (2006)
- Mind Blowers 1 (2006)
- Mixed Company 1 (2006)
- Mr. Pete Is Unleashed 8 (2006)
- Multi-Racial Mayhem (2006)
- My Baby Got Back 39 (2006)
- Naomi: There's Only One (2006)
- Nina Hartley's Guide to Erotic Massage (2006)
- North Pole 60 (2006)
- Office Freaks 1 (2006)
- Overflowing Assholes 2 (2006)
- Pimp Element 1 (2006)
- Pimp Juice 1 (2006)
- Private XXX 30: All You Need is Sex (2006)
- Prying Open My Third Eye 1 (2006)
- Pulp Friction (2006)
- Racial Tension 1 (2006)
- Rectal Intrusion (2006)
- Rough and Ready 4 (2006)
- Sex And Submission 1 (2006)
- Sex Cravings (2006)
- Sexual Freak 1: Jesse Jane (2006)
- Slam It Double Penetration (2006)
- Slam It in a Stranger (2006)
- Sperm Receptacles 2 (2006)
- Spinal Tap 3 (2006)
- Stripped (2006)
- Swallow The Leader 3 (2006)
- Tease Me Then Please Me 3 (2006)
- Toys Twats Tits (2006)
- United Colors Of Ass 11 (2006)
- Up That Black Ass 1 (2006)
- White Dicks Black Chicks (2006)
- White Man's Revenge 1 (2006)
- White Up that Black Ass (2006)
- 2 Hot 2 Handle (2007)
- A Capella (2007)
- A2M 11 (2007)
- All Alone 2 (2007)
- Beautiful Anal Divas 1 (2007)
- Belladonna's Odd Jobs 2 (2007)
- Black Booty 1 (2007)
- Black Bros and Booty Ho's 3 (2007)
- Black Girls Get Nasty Too 2 (2007)
- Black Pussy Cats 1 (2007)
- Bobby V's POV Up Close (2007)
- Butthole Whores 1 (2007)
- By Appointment Only 6 (2007)
- Chocolate Ass Candy 4 (2007)
- Cookies and Cream (2007)
- Crazy Big Asses 1 (2007)
- Dark Confessions (2007)
- Desperate Blackwives 3 (2007)
- Dirty Habits (2007)
- Doggin' Dat Ass 3 (2007)
- Ebony Addiction 1 (2007)
- Extreme Asshole Makeover (2007)
- Fetish Fever 1 (2007)
- Flavors of the World (2007)
- Fuck Me in the Bathroom 1 (2007)
- Fucked on Sight 2 (2007)
- Get That Black Pussy 1 (2007)
- Head Case 2 (2007)
- Hotter Than Hell 2 (2007)
- Iodine Girl (2007)
- Just My Ass Please 5 (2007)
- Kribs (2007)
- Love African American Style 1 (2007)
- Love To Fuck 3 (2007)
- Manhammer 7 (2007)
- Marco's Crazy Dreams (2007)
- Minority Rules 1 (2007)
- Minority Rules 2 (2007)
- Momma Wants Sum Whitey (2007)
- My Freshman Year (2007)
- Nightstick Black POV 3 (2007)
- Nina Hartley's Guide to Stripping for Your Partner (2007)
- Obsession (2007)
- Out of Control (2007)
- Pain for Fame (2007)
- Pounding Black Booties 2 (2007)
- POV Cocksuckers 5 (2007)
- Prying Open My Third Eye 2 (2007)
- Pussy Cats 2 (2007)
- Racial Tension 2 (2007)
- Ransom (2007)
- Real Boogie Nights (2007)
- Registered Nurse 1 (2007)
- Romantic Desires (2007)
- Rub My Muff 12 (2007)
- Shameless (2007)
- Slutty and Sluttier 3 (2007)
- Soaking Wet Perversions (2007)
- Sperm Drains (2007)
- Sprung a Leak 3 (2007)
- Sugarwalls Black Tales 3 (2007)
- Tom Byron's POV Fuck Movie 3 (2007)
- Top Shelf 1 (2007)
- Whack Jobs 1 (2007)
- X Rated Cribs (2007)
- Afro Diziac (2008)
- All About Anal 5 (2008)
- Ass Everywhere 4 (2008)
- Bad Luck Betties (2008)
- Belladonna's Odd Jobs 4 (2008)
- Big Black Bubble Butts 1 (2008)
- Black Ass Addiction 3 (2008)
- Black Booty 2 (2008)
- Black First Timers (2008)
- Black Teen Pussy Party 3 (2008)
- Bullets and Burlesque (2008)
- Cock Smoking Blow Jobs 9 (2008)
- Dark Angels  (2008)
- Dark City (2008)
- Delectable Desires (2008)
- Dream Team (2008)
- Dreams and Desires (2008)
- Elastic Assholes 7 (2008)
- Erotic Blends (2008)
- Freak Nasty 8 (2008)
- Gag on This 25 (2008)
- Girls Love Girls 3 (2008)
- Hand to Mouth 7 (2008)
- Honey Bunny (2008)
- Intimate Invitation 10 (2008)
- Kick Ass Chicks 51: Big Black Butts (2008)
- Kung Fu Nurses A Go-Go 2 (2008)
- Like Lovers Do (2008)
- Load Warriors 1 (2008)
- Love Nest (2008)
- Marco's Dirty Dreams 3 (2008)
- Mike John's Sperm Overload 2 (2008)
- My Daughter's Fucking Blackzilla 16 (2008)
- My Secret Girlfriend (2008)
- No Man's Land Interracial Edition 11 (2008)
- Piece of Ass (2008)
- Pirate Fetish Machine 31: L.A. Lust (2008)
- Pirates of the Sex Sea (2008)
- Pounding Black Booties 4 (2008)
- Pretty Ass Sistas 8 (2008)
- Sex Inferno (2008)
- Sex Spells (2008)
- Shay Jordan: Lust (2008)
- She's Cumming 1 (2008)
- Steve Austin's There Will Be Cum 2 (2008)
- Stoya Atomic Tease  (2008)
- Suga Sessions 1 (2008)
- Sweet as Brown Sugar 2 (2008)
- Totally Mary (2008)
- Twisted Tails (2008)
- Valley's Most Wanted (2008)
- Video Nasty 3: Stoya (2008)
- Watch Your Back 1 (2008)
- Watch Your Back 2 (2008)
- White Chocolate 5 (2008)
- Work It Work It Get It Get It 2 (2008)
- All About Eva Angelina 2 (2009)
- Anally Yours... Love, Marie Luv (2009)
- Ass The New Pussy (2009)
- Barefoot Confidential 60 (2009)
- Big Booty Black Girls 1 (2009)
- Black Ass Master 2 (2009)
- Black Rayne (2009)
- Blackalicious Booty 2 (2009)
- Blown Away 1 (2009)
- By Appointment Only 8 (2009)
- Chocolate Sorority Sistas 3 (2009)
- Cocked and Loaded (2009)
- Cumstains 10 (2009)
- Fuck Me White Boy 1 (2009)
- Fuck The World (2009)
- Graphic DP 1 (2009)
- Interracial Madness (2009)
- Jeffersons: A XXX Parody (2009)
- Juicy Black Asses 2 (2009)
- Ladies Room 1 (2009)
- Legends of the Game (2009)
- Marie Luv's Go Hard or Go Home (2009)
- Pure Sextacy 4 (2009)
- Rough Sex 1 (2009)
- Sex Party (2009)
- Sloppy Head 2 (2009)
- Throated 22 (2009)
- Tori Black Is Pretty Filthy 1 (2009)
- All That Jass (2010)
- All-Star Overdose (2010)
- Banging Black Bitches (2010)
- Barefoot Confidential 67 (2010)
- Black Submission (2010)
- Boner Jams 4 (2010)
- Brown Bunnies 1 (2010)
- Cum Bang 3 (2010)
- Full Anal Access (2010)
- Her Little Secret (2010)
- I Love White Boys 4 (2010)
- Krossing the Bar (2010)
- Legs Up Hose Down (2010)
- Lord of Asses 15 (2010)
- Masturbation Nation 10 (2010)
- Naporneon Dynamite (2010)
- Official Bounty Hunter Parody 1 (2010)
- Oral Cream Pie 1 (2010)
- Phuck Girl 5 (2010)
- POV Junkie 3 (2010)
- Riot Grrrls 2 (2010)
- River Rock Women's Prison (2010)
- Rush (2010)
- Sex Girlz (2010)
- Simply Roberta (2010)
- Speed (2010)
- This Ain't Charmed XXX (2010)
- Woodburn's OG Kush 2: Swap Meat Cuties (2010)
- All About Kagney Linn Karter (2011)
- Bang My Black Ass (2011)
- Black Girl Gloryholes 7 (2011)
- Bobbi's World (2011)
- Dick Pleasin' Scallywaggz 2 (2011)
- Everything Butt 12801 (2011)
- Graphic DP 3 (2011)
- I Am Asa Akira (2011)
- Incredible Hulk: A XXX Porn Parody (2011)
- Our Little Secret (2011)
- Phat Ass Melting Pot (2011)
- Playgirl's Hottest Interracial 2 (2011)
- Private Lessons (2011)
- Superstar Brown Skin Beauties (2011)
- Zebra Girls 2 (2011)
- 25 Sexiest Black Porn Stars Ever (2012)
- Amazing Gape 2 (2012)
- Best of Lord of Asses 2 (2012)
- Big White Dicks Fucking Big Chocolate Tits 2 (2012)
- Black Girl White Guy (2012)
- Black HoneyCums 2 (2012)
- Chocolate Yam Yams (2012)
- Hip Hop Booty Call 1 (2012)
- Homegirlz 2 (2012)
- I Am Brooke Banner (2012)
- Pornstar Power 1 (2012)
- Rap Video Auditions 10 (2012)
- School Girls Who Swallow (2012)
- Backyard Fuck 1 (2013)
- Black and Tan (2013)
- Boom 2 (2013)
- Chocolate Samplers (2013)
- Girl Time (2013)
- Give Me Pink 12 (2013)
- I Spy 5 (2013)
- James Deen's Sex Tapes: Off Set Sex (2013)
- Just Us Girls (2013)
- Lick Me Please (2013)
- Pornstar Double Team Supreme (2013)
- Sistas Chasing White Meat 1 (2013)
- Anal Supersluts 2 (2014)
- Back in Black (2014)
- Black Chicks on White Dicks (2014)
- Black Dolls (2014)
- Enormous Cocks (2014)
- Everybody Loves Jenna Haze (2014)
- Fishnets 13 (2014)
- Friends That Share 3 (2014)
- Ladies Night 2 (2014)
- Load Rangers (2014)
- Loved By a Lesbian (2014)
- There's Something About Tori Black (2014)
- Throat Training (2014)
- Tongue Me Down (2014)
- Whipped Ass 8 (2014)